# Политичка антропологија
Политичка антропологија је област социо-културне антропологије која разматра човек у облику хомо политикуса (homo politicus) и настоји да установи које су то особине заједничке свим политичким уређењима. Она се усмерава ка анализи и описивању политичких система својствених „примитивним“ или архаичним друштвима. Тако схваћена, она представља тек недавно одвојену дисциплину. Политичка антропологија  се намеће као начин препознавања и упознавања политичког егзотизма, „других“ политичких облика. Она је инструмент откривања и проучавања различитих институција и начина понашања којима се обезбеђује владавина над људима, као и система мишљења и симбола на којима се те институције и ти начини понашања заснивају. Све до педесетих година 20. века, у друштвеним наукама није постојала потреба за политичком науком. Тек са процесом деколонизације се обнавља интересовање за политику друштва без државног уређења.

## Историја политичке антропологије

### Претече политичке антропологије
Политичка антропологија вуче корене из 19. века. Тада су мислиоци као што су Луис Хенри Морган и Сер Хенри Мејн покушали да испрате еволуцију људског друштва од „примитивних“ друштвених уређења до „напреднијих и цивилизованих“. Ови рани приступи су били етноцентрични, спекулативни и често расистички. Ипак, они су поставили основу политичке антропологије тако што су спровели модерну студију инспирисану модерном науком. Претечама политичке антропологије се сматрају Аристотел, Макијавели, Монтескје, Русо, Маркс, Енгелс и Чарлс Дарвин. За Аристотела, политика је била делатност којом људска бића покушавају да побољшају своје животе и створе добро и праведно друштво. За њега, политика је увек друштвена делатност, увек дијалог, не монолог. Макијавели је са својим делом „Владалац“ из 1531. године изазвао револуцију мишљења јер је вратио класично размишљање о идеалном поретку. Он развија начин мишљења чије је основно питање – како најбоље владати над људима? Код њега се политика јавља као уметност владања. Макијавели је дао такав опис политике који је привукао пажњу подлих, сурових политичких вођа и од тада политика добија пејоративни израз јер се везује за дволичне људе жељне власти. Монтескје је први дао доприност политичкој антропологији указавши на разноврсност људских друштава, развијајући појам „источњачког деспотизма“. Он је скицирао метод упоређивања, класификације и типологије што је изазвало праву методолошку револуцију. У том смислу се политичка антропологија јавља у виду научне дисциплине која разматра „примитивна“ друштва, друштва у којима држава не постоји и која су лишена средишње политичке власти.
Русо у својим делима „Расправа о неједнакости“ и „Друштвени уговор“ на компаративан начин разматра обичаје архаичних народа и развија тезу о друштвеном уговору. Дело Маркса и Енгелса садржи скицу економске и политичке антропологије јер разматрају источњачки деспотизам. Политику сагледавају као део надградње економске базе, односно политику као моћ јер је циљ власти једне класе да преко политичке моћи тлачи другу класу. Утицај Чарлса Дарвина је био одлучујући за развој културне антропологије у другој пологини 19. века. Он је развио утицајну еволутивну теорију која је поставила темеље модерне антропологије.
Сви ови мислиоци су власт и политику описивали као производе цивилизације, ниже ступњеве су описивали као анархију. Први који је ову тезу оспорио је био антрополог еволуциониста Сер Хенри Мејн 1861. године.

### XIX век
Сер Хенри Мејн, еволуциони антрополог, је у свом делу „Древно право“ из 1861. године изнео став да је примитивно друштво организовано по линијама сродства и да је било патријархално. Еволуција је ишла од друштва организованих на сродству до друштва организованих на територији. Мејнову тезу о сродству као најважнијем фактору друштвено политичке структуре је развио Луис Морган 1877. године. У свом делу „Древно друштво“ разликује две врсте владавине: Societies (друштво засновано на сродству и личним односима) и civitas (држава заснована на територији и власништву). Луис Морган је развио Мејнову идеју да је друштво почело са промискуитетном хордом која се развила на јединице засноване на сродству. Улога егзогамије је била кључна у стварању онога што ће се касније равити као теорија о брачним савезима. Забрана инцеста је довела до развоја родова, односно кланова који се удружују у конфедерације племена. Специјализација политичке сфере се не појављује све док се не произведе вишак који доводи до развоја приватне својине. Права власт је дакле заснована на територији и својини. Луис Хенри Морган је друштво поделио на три ступња:
- Дивљаштво – друштво засновано на ловачко-сакупљачкој привреди
- Варварство – друштво засновано на повртарству и
- Цивилизацију – друштво засновано на пољопривреди.[4]

Највећи део Моргановог размишљања је уграђено у модерну антропологију, поготово у погледу политике. Најзначајније идеје које је он развио постала су основа Енгелсове књиге „О пореклу породице, приватне својине и државе“ из 1891. године. Фридрих Енгелс је од Моргана преузео нагласак на сродству као првобитном средству политичког усмерења, откриће рода као удружене лозе у којој је одлучивање ограничено унутар групе заједничког порекла и признање егалитаризма примитивног друштва и недостатак појма приватне својине. Морганове фазе дивљаштва, варварства и цивилизације се уклапају у марксистичку теорију бескласног друштва. Класни елементи су једини елемнт који не постоји код Моргана а који су марксисти изнели.

## XX век

### Двадесете године XX века
Политичка антропологија је као област антропологије разрађена након двадесетих година 20. века као плод етнографских истраживања када се успоставља темељан рад теренских истраживања све до седамдесетих година. Тај теренски рад је давао детаљне информације и бољи увид у неподударност система што је омогућавало боље разумевање различитих политичких уређења. Основно питање је било – како је могуће да постоје два различита поретка и како је могуће да људи без аналитички реферисаног ума боље функционишу у њиховом политичком систему? Двадесете године 20. века су методолошка ера за истраживање. Постоји јасна свест, дефинисана питања, предмет истраживања, циљеви и методе политичке антропологије. Основни циљеви су да политичка антропологија објашњава формирање и трансформисање политичког система, да омогућава компаративно проучавање којим се разматрају различити изрази политичке стварности, објашњава промене и преласке са племенске владавине на модерну државу. Антропологију је почетком 20. века одликовало пре свега одбацивање еволутивне теорије и методологије. Током двадесетих година су се искристалисале трајне идеје политичке антропологије а то је да сва друштва признају територију, да је класно раслојавање главни елемент у еволутивном расту према држави, да је средишњи елемент државе монопол присилне моћи и да увећање становништва и сукоби воде до формирање државе.

### Тридесете године XX века
До пресудног развоја у антропологији је дошло тридесетих година 20. века. Тада се разрађују истраживања посвећена сегментарним друштвима и друштвеним стурктурама насталим из сродства. У Енглеској су се тридесетих година такмичиле две струје: психобиолошки функционализам Бронислава Малиновског и структурални функционализам Алфреда Ретклифа-Брауна. Бронислав Малиновски је на својим истраживањима Тробријандских острва тежио тумачењу културних установа, изучавао право, привреду и религију што је установило политичку антропологију као легитимну подисциплину. За Редклиф-Браунов приступ је карактеристично да сваки део функциониште ради одржавања целине и такав приступ се усредсређивао на норме, вредности и идеалне структуре које образују оквир унутар кога се догађа активност. Ово је била основа британског истраживања у колонијалној Африци. Сврха је била подучавање колонијалних власти о друштвеним системима Африке. Постојала је тежња да се изучавају поглавички и државни системи од који су неки, као што су Зулу народ, делимично уцеловљени у реакцији на британску претњу. Ова два правца, структурални функционализам и афричко исксутво, спојили су се 1940. године у раду који је установио модерну политичку антропологију. Реч је о „Афричким политичким системима“ чији су аутори Мејер Фортес и Едвард Е. Еванс-Причард.

### Четрдесете године XX века
Савремена политичка антропологија може да се прати од настанка три публикације: „Нуери“ и, „Политички систем Ануака“ од Еванса-Причарда и „Афрички политички системи“ од Мејера Фортса и Еванса-Причарда из 1940. године. Они су одбацили спекулативну историјску реконструкцију ранијих аутора и тврдили да „научна студија политичких студија мора бити индуктивна и компаративна и да има за циљ искључиво успостављање и објашњавање једнакости која се јавља међу њима и њихове међусобне зависности од других карактеристика друштвене организације.“ Њихов циљ је био таксономија, односно класификација друштва у мали број дискретних категорија а затим њихово поређење како би се извукле генерализације. Они су пружили теоријски увод и ово дело се сматра првим научним доприносом којим се политичкој антропологији даје статус науке. Сматра се да су Еванс-Причард и Мејер Фортес установили модерну политичку антропологију. Они су разликовали две врсте афричког политичког система: примитивна држава (политички систем са средишњом влашћу и правосудним установама) и бездржавно друштво (политички систем без средишње власти и установа). Главна разлика између ових врста је у улози сродства. Одлучивање се у бездржавним друштвима заснива на двостраним породично-скупинским групама на најнижем ступњу  и на удруженим једнолинијским сродничким групама на вишем ступњу. Државна друштва су она у којима управна организација уједињује такве групе као стални основ политичке структуре. Такође је примећена моћ религије, симбола и обреда у учвршћивању групних вредности. Велики утицај на ову књигу „Афричких политичких система” је имао Ретклиф-Браун и структурални функционализам. Као резултат тога, антрополози су претпоставили да су сва друштва добро дефинисани ентитети који настоје да одрже своју равнотежу и друштвени поредак. Иако су аутори признали да је „већина друштва освојена или потчињена европској владавини због страха од инвазије“, технолошко и индустријски неразвијена друштва се не би уклопила у европску владавину, иако би се њихова колонијална администрација силом повукла и та чињеница одређује главну улогу у њиховом политичком животу. Од 1945. године, број политиколошких африканиста је у порасту и они разматрају сегментарна друштва исто као и она друштва са државним уређењем. Политички антрополози су испитивали афричке политичке системе у контексту сопствених унутрашњих структура и игнорисали су шири историјски и политички контекст колонијализма. Неколико аутора је реаговало на овај рани рад политичких антрополога.

### Педесете године XX века
Новија исраживања педесетих година спајају политичку антропологију и науку о политици што указује на потребу за интердисциплинарном сарадњом. Спољашњи фактори других наука о политици утичу на развој политичке антропологије. До педесетих година структуро-функционализам је показао покотине у самом теоријском темељу. Главни допринос у овом прелазу је била књига Едмунда Лича „Политички системи бурманских висија“ (1954). Лич развија динамички структурализам који је користан за политичку антропологију. Он сматра да је неопходно разумети како се друштва мењају кроз време и то је сигнализирало помак ка процесу усмереном ка динамичнијем облику анализе. У Бурми, Лич је дошао до закључка да у свим системима (анархичан традиционалан систем, централизована држава малог обима или непостојани прелазни систем) увек постоји напетост у променама унутар различитих подгрупа. Кључно је и то што је Лич коначно извео политичку антропологију из Африке и ослободио је од друштава на које је била ограничена. Посебна верзија конфликтно оријентисане политичке антропологије је развијена у тзв. „манчестерској школи“ коју је покренуо Макс Глукман. Глукман је проучавао Зулу народ и развио је идеју да равнотежа система израста из дијалектичког процеса у којем се сукоби у оквиру једног низа односа уцеловљују у други низ односа. Побуна је виђена као начин да се конфликти изразе. Релативна нестабилност и контролисана побуна доприноси одржавању традиционалних афричких друштава. Глукман је сугерисао да је одређени степен сукоба или конфликта неопходан да би се друштво одржало, а тај сукоб је био конститутиван за друштвени и политички поредак. У афричким обредима побуне у којима краљ живи, он мора да се обуче као сиромах или да глуми пајаца, да буде симболички убијен или да буде подвргнут отвореној мржњи и вређању сопственог народа. За Глукмана овакви обреди нису прочишћење, они су симболичко поновно потраживање првенства поретка над појединцем, установе краља над било којим појединим краљем.
У овој фази Едмунд Лич и Макс Глукман су прелазне личности који дају аргументе теорији равнотеже и праве корак ка новој парадигми која није заснована на структури и функцији већ на процесу и сукобу. Промена од структуралне теорије ка процесној је повезана са распадом колонијализма и привидне стабилности у Африци. Растом постколонијалних националних држава и укључивањем племенских друштва у веће политичке организације, јавиле су се тешкоће јер се шире друштвено политичко поље заменило ограниченим појмом политичког система.

### Шездесете године XX века
Крајем педесетих година, Виктор Тарнер објављује 1957. године дело „Расцеп и постојаност у једном афричком друштву”. Глукмановом и Личовом нагласку на процес и сукобу додат је нови елемент – појединачно доношење одлука које се посматрају у кризним ситуацијама. Структура и функција нису више битни већ процес, сукоб, борба, фракција, манипулативна стратегија. Новија истраживања политичког понашања указују да је управо сукоб та норма и да је постојање друштвеног јединства оно што је теже објаснити.
Шездесетих година овај транзициони рад се развио у подисциплину која је канонизована у публикацијама као што су Политичка антропологија (1966) коју су уредили Виктор Тарнер и Марк Шварц. До касних шездесетих година 20. века, политичка антропологија је развила своју област истраживања. Године 1969. је  било двеста антрополога који су навели ову субдисциплину као једну од својих области интересовања, а четвртина свих британских антрополога је навела политику као тему коју су проучавали.
Шездесете године се завршавају колонијализмом, настаје нови свет и свака држава настоји да обједини своју територију. Тада долази до губитка главног предмета истраживања политичке антропологије а то су неиндустријски политички системи. Промене у свету су утицале на то да се изгубе модели које је политичка антропологија гајила до тад. Долази до проучавања глобалних медија, глобалних идентитета, утицај глобалне економије на локалне проблеме и то је условило развој нових метода антропологије политике. Промена перспектива (са локалног на глобално) је условило промену имена дисциплине.

### Седамдесете године XX века
До седамдесетих година XX века, темељно су се претражили доприноси политичке антропологије. Када су антрополози схватили да се свет мења, колонијализам престаје, почели су да размишљају о новим моделима који ће се применити у ваневропским друштвима која су мање више постала изолована и самостална. Почиње борба за алтернативне парадигме. Тада се развија скуп приступа који на политику гледају, не као поље где сектори функционишу као политички, већ како појединци размишљају о употреби обичаја, закона, митова, да би остварили специфичне индивидуалне потребе и интересе.
На период седамдесетих година су значајно утицали неоеволуционисти као што су Лесли Вајт и Џулијан Стјуарт који су заговарали вишелинијску еволуцију што је послужило да се озакони дихотомија примитивни:цивилизовани.  Фокус на конфликт и друштвену репродукцију пренесен је на марксистичке приступе који су доминирали француском политичком антропологијом шездесетих година. Рад Пјера Бурдијеа о кабилском друштву (1977) је био под великим утицајем марксистичког приступа а његов ранији рад је био спој француског постструктурализма, марксизма и процесног приступа. Овај период, све до средине осамдесетих година је обележен као период прилагођавања и расцепљавања политичке антропологије. Потом креће распад због заговарања да је нестала изворна политичка антропологија и тада почиње да се утемељује антропологија политике.

## Антропологија државе и антропологија развоја
Док се политичка антропологија у периоду од 1860. до 1960. године, развијалала као дисциплина која се бави првенствено политиком друштва без држава, нови развој је почео од шездесетих година и још увек се одвија. Антрополози су све више почели да проучавају „коплекснија“ друштва, њихову државу, бирократију и тржишта које улазе у етнографске приказе и анализу локалних феномена. То није био резултат наглог развоја или неког изненадног „открића“ контекстуалности. Од педесетих година 20. века, антрополози који су проучавали сељачка друштва у Латинској Америци и Азији, почели су све више да инкорпорирају своје локално окружење (село) у њихов шири контекст, као у Редфилдовој познатој дистинкцији између „малих“ и „великих“ традиција. Седамдесетих година 20. века долази до настанка Европе и Европске уније као категорије антрополошког истраживања. Боисевејново дело „Изван заједнице: друштвени процеси у Европи“  је први систематски покушај да се покрене компаративна студија културних облика у Европи. Усмеравање ка истраживању сложеног друштва учинило је антропологију инхерентно политичком науком. Прво, више није било могуће спровести теренски рад у Шпанији, Грчкој, Италији, Мексику, Алжиру или Индији а да се не узме у обзир начин на који су сви аспекти локалног друштва везани за државу и тржиште. Истина је да су ране етнографије у Европи вршиле теренски рад у селима јужне Европе, као да су изоловане јединице. Међутим од седамдесетих година је та тенденција била отворено критикована а Џереми Боисевејн је то најјасније указао: антрополози су „трибализовали Европу“ и ако су хтели да напишу релевантну етнографију, више то нису могли да приуште. Насупрот тога што се често чује од колега из политичких и друштвених наука, антрополози су већ скоро пола века веома опрезни у повезивању свог етнографског дискурса са ширим друштвеним, економским и политичким стурктурама. То не значи да треба напустити етнографски фокус са локалних феномена. На директнији начин, усмеравање ка комплекснијим друштвима  такође је значило да су политичке теме све више прихваћене као главни фокус студија и то на два нивоа. Пре свега, антрополози су наставили да проучавају политичку организацију и политичке феномене који се налазе изван сфере регулисане државом (као у случају племенске политичка организације). Друго, антрополози су полако почели да развијају дисциплинарну заинтересованост за државе и њихове институције (за однос формалних и неформалних политичких инситуција). Развијена је антропологија државе и то је данас најуспешнија област политичке антропологије. Герцов упоредни рад на Балију је познат пример. Данас постоји богати канон антрополошких студија државе. Хастингс Донан (Hastings Donnan), Томас Вилсон (Thomas Wilson) и други су почетком деведесетих година започели продуктивно поље „антропологију граница“ која се бави начинима на које државне границе утичу на локално становништви и како људи из пограничних подручја обликују свој став према држави.
Од осамдесетих година 20. века развијен је фокус на етницитет и национализам. Идентитет и политика идентитета ускоро постају дефинисане теме дисциплине, делимично замењујући ранији фокус на сродство и друштвену организацију. Национализам је државно произведена култура и као таква се проучава. Етничка припадност је политичка организација културних разлика. У књизи Бенедикт Андерсона „Нација: замишљена заједница. Разматрања о пореклу и ширењу национализма“ говори о томе због чега је настао национализам. Андерсон као главну искру види проналазак штампарије која омогућава да се заједничке националне емоције, карактеристике, догађаји и историја замисле као колективна свест. Интересовање за изградњу културног/политичког идентитета такође превазилазе димензију националне државе. Антрополошки теренски рад данас се све чешће одвија унутар бирократских структура или у компанијама. Данас постоји антропологија креирања политике. Овај фокус је био најочигледнији у антропологији развоја која је током протеклих деценија успостављена као једна од највећих подобласти политичке антропологије. Политички актери попут државе, владиних институција, невладиних организација, међународних организација или пословних корпорација су овде примарни субјекти анализе. У свом етнографском раду, антрополози су критички сагледавали дискурсе и праксе које стварају институционални актери развоја у додиру са локалном културом. Развојна антропологија је везана за глобалну политичку економију и економску антропологију јер се односи на управљање и  прерасподелу идејних и стварних ресурса. У последње две деценије, отворене су многе теме које чине антропологију политичком дисциплином: постколонијализам, посткомунизам, род, мултикултурализам, миграције, глобализација итд.

## Значајни политички антрополози
Антрополози који су активно допринели развоју политичке антропологије као области социо-културне антропологије су:
- Едмунд Лич
- Бенедикт Андерсон
- Алфред Ретклиф-Браун
- Пјер Бурдије
- Жорж Баландије
- Едвард Еванс-Причард
- Мејер Фортес
- Марк Абелес
- Тед Луелен